# Sigara longipalis
Sigara longipalis är en insektsart som först beskrevs av John Sahlberg 1878.  Sigara longipalis ingår i släktet Sigara, och familjen buksimmare. Arten är reproducerande i Sverige.